# Локални избори у Босни и Херцеговини 2008.
Општински избори су одржани у Босни и Херцеговини 5. октобра 2008. године. Странке и независни кандидати су могли да се региструју до 23. маја 2008. године, а странке или коалиције до 25. јуна 2008. године. Ово су били први локални избори на којима су представници мањина изабрани у општинска вијећа. За учешће на изборима су цертификоване 64 политичке странке и 183 независна кандидата..

## Резултати
Највећи број мандата за начелнике освојили су кандидати Савеза независних социјалдемократа (39). Затим по броју освојених начелничких мандата слиједе кандидати Странке демократске акције (36), Српске демократске странке и Хрватске демократске заједнице БиХ (по 16), Социјалдемократске партије БиХ (9), Странке за БиХ (4), те Демократског народног савеза и Хрватске демократске заједнице 1990 (по 3). По један начелнички мандат освојили су кандидати Демократске народне заједнице БиХ, Странке демократске активности, Социјалистичке партије и Наше странке. Преосталих 10 начелничких мандата освојили су кандидати разних коалиција и независни кандидати.
- Резултати избора за начелнике општина и градова
- Резултати избора за скупштине општина и градова

## Медији о изборима
По оцјени западних медија, најуспјешнији на изборима били су националистички настројене партије. Извјештаји указују на то да су становници из сва три конститутивна народа гласали претежно за своје националне странке. Излазност је била 55%, што је више него очекивано. У градовима је излазност била 40%, гдје се у већој мјери него у осталим дијеловима земље, гласало за мање, мултиетничке партије.